# Tass - szalkszentmártoni szikes puszta
Tass - szalkszentmártoni szikes puszta este o arie protejată (arie specială de conservare — SAC, sit de importanță comunitară — SCI) din Ungaria întinsă pe o suprafață de 1.655,22 ha, integral pe uscat.

## Localizare
Centrul sitului Tass - szalkszentmártoni szikes puszta este situat la coordonatele 46°59′03″N 19°02′50″E / 46.984167°N 19.047222°E.

## Înființare
Situl Tass - szalkszentmártoni szikes puszta a fost declarat sit de importanță comunitară în mai 2004 pentru a proteja 1 specie de plante și 6 specii de animale. Situl a fost protejat și ca arie specială de conservare în februarie 2010.

## Biodiversitate
Situată în ecoregiunea panonică, aria protejată conține 2 habitate naturale: Stepe și mlaștini sărate panonice, Pajiști stepice panonice pe loess.
La baza desemnării sitului se află mai multe specii protejate:
- plante (1): Cirsium brachycephalum
- amfibieni (1): buhai de baltă cu burta roșie (Bombina bombina)
- mamifere (2): dihor de stepă (Mustela eversmanii), popândău (Spermophilus citellus)
- nevertebrate (1): dorcadion cervae (Dorcadion fulvum cervae)
- pești (1): avat (Aspius aspius)
- reptile (1): țestoasa de baltă (Emys orbicularis)

Pe lângă speciile protejate, pe teritoriul sitului au mai fost identificate 4 specii de plante, 6 specii de amfibieni, 1 specie de mamifere, 8 specii de nevertebrate, 2 specii de reptile.